# Salfit (gouvernement)
Het gouvernement Salfit (Arabisch: محافظة سلفيت, Salfīt) is een van de zestien administratieve gouvernementen waarin de Palestijnse Autoriteit is opgedeeld. Het is gelegen in het noordwesten van de Westbank en is omringd door de gouvernementen: Qalqilya, Nablus, Ramallah & Al-Bireh en het buurland Israël. Salfit is de hoofdstad en de grootste stad van het gouvernement. Het Palestijns Bureau voor Statistiek telde anno 2007 59.570 inwoners. In 1997 zou 7,7 % van de bevolking van het gouvernement vluchtelingen zijn.

## Woonkernen
- Biddya (8064 inw.)
- Bruqin
- Deir Ballut
- Deir Istiya
- Farkha
- Haris
- Iskaka
- 'Izbat Abu Adam
- Kafr ad-Dik
- Khirbet Qeis
- Kifl Hares
- Marda
- Mas-ha
- Qarawat Bani Hassan
- Qira
- Rafat
- Salfit (8796 inw.)
- Sarta
- Yasuf
- az-Zawiya

Westelijke Jordaanoever:
Bethlehem · Hebron · Jenin · Jeruzalem · Jericho · Nablus · Tubas · Tulkarm · Qalqilya · Ramallah & Al-Bireh · Salfit

Gazastrook:
Deir el-Balah · Gaza · Khan Yunis · Noord-Gaza · Rafah